# Mikorrhiza

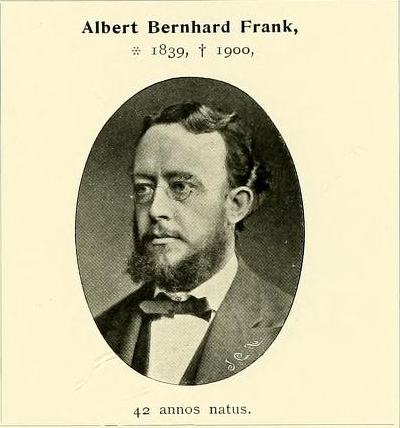
Albert Bernhard Frank, a görög eredetű mikorrhiza kifejezést 1885-ben vezette be

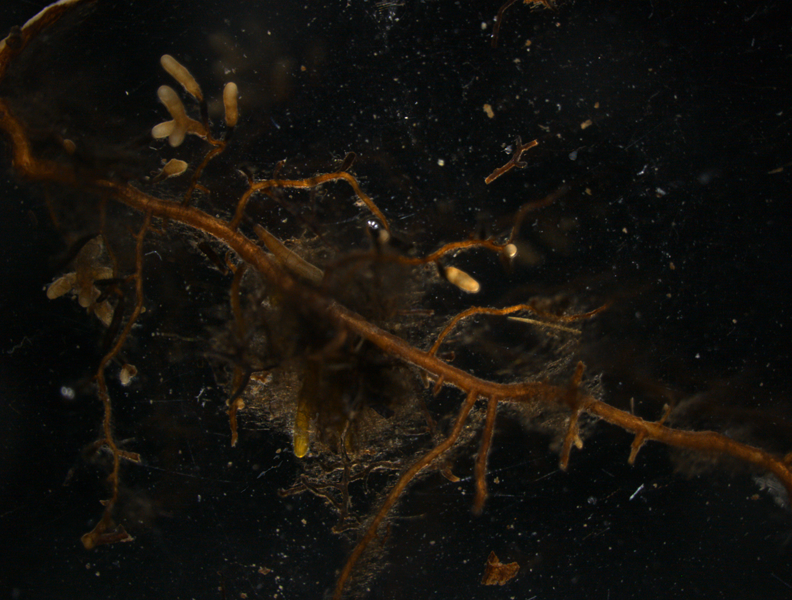
Mikorrhiza gyökérkapcsolat

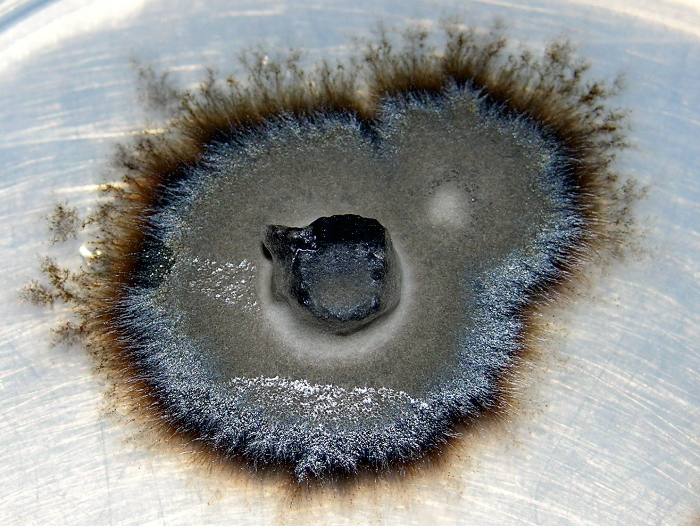
Erikoid mikorrhiza-gomba, Woollsia pungens-ből izolálva

A mikorrhiza (görögül: gombás gyökér) a gombák és a növények között kialakult szimbiózis (mutualizmus) egyik formája. Nevezik gyökérkapcsoltságnak is. A gomba micéliumából kiinduló gombafonalak (a hifák) behálózzák a gazdanövény gyökereit, a kétféle élőlény kölcsönösen segíti egymás tápanyaghoz jutását. A mikorrhizaképzés jelenségét a 19. században fedezték fel, és az 1980-as években ismerték fel, hogy a mohák és a szövetes növények fajainak legalább 80-90%-a él együtt ilyen módon gombákkal. A görög eredetű mikorrhiza kifejezést Albert Bernhard Frank vezette be 1885-ben, jelentése „gombagyökér”.

## Általános jellemzés
A mutualizmus megújuló táplálékforrással: a növény általa fotoszintetizált cukrokkal és egyéb szerves anyagokkal látja el a gombát. Ezeket a forrástól (többnyire a levelekből) először a gyökérszövetekbe jutnak, majd onnan a gombapartnerekhez. Cserébe a micélium hatalmas felszínével és a növény gyökereinél jobb felvevőképességével több vízhez és ásványi anyaghoz jut. Így például az olyan talajokból, amelyekben a foszfát-ionok szorosan kötődnek vas-oxidokhoz, a növényi gyökerek képtelenek kivonni a foszfort, de a mikorrhizális micéliumok ezekhez a forrásokhoz is hozzáférnek, miként a növény számára immobilis cink-, molibdén- és rézvegyületekhez is. A gombafonalak szerves vegyületeket is le tudnak bontani. A jobb abszorpciós képesség oka egyrészt fizikai (a gombafonalak átmérője jóval kisebb még a legkisebb gyökérszőrnél is, ezért nagyobb talajtérfogatot érnek el, és nagyobb felületen abszorbeálnak), másrészt kémiai (a gombák sejtmembránja kémiailag másként viselkedik, mint a növényeké). A mikorrhizák különösen a tápanyagszegény talajokban élő növények számára hasznosak. A mikorrhizás növények gyakran a betegségeknek – például a talajlakó mikrobák által okozottaknak – is jobban ellenállnak, ráadásul a szárazságot is jobban elviselik, valószínűleg a hifák jobb vízfelvevő képessége miatt.
A tápanyagokat a talajból a viszonylag távoli gyökerekbe a mikorrhizális hifák citoplazmatikus rendszere (cytoplasmic streaming) továbbítja – nagyobb arányban, mint amennyire azt az ozmózis lehetővé tenné. Ebbe a gombának energiát kell fektetnie. Ezt ellensúlyozandó, a gomba tápanyagokat (cukrokat, keményítőt, fehérjéket és zsírokat) kap a növény gyökereiből, sőt, olyan speciális anyagokat is (vitaminok, hormonok), amik a gomba termőtestképzéséhez szükségesek (a mikorrhizás gombák gombafonala táptalajon tenyészthető, de termőtestet csak növényi partnere segítségével képes létrehozni). Ezeket a tápanyagokat a citoplazmatikus továbbító rendszer a teljes gombahálózatba eljuttatja. A két partner összehangolt szabályozását az is bizonyítja, hogy együttesen szintetizálnak olyan fehérjéket („mikorrhizineket”) is, amelyeket külön-külön egyikük sem termel.
A mikorrhiza kölcsönösen előnyös együttélési forma (mutualizmus), amiben a legtöbb ismert szárazföldi növény részt vesz (bár eddig csak a fajok kis részét vizsgálták meg, a növénycsaládok 95%-a túlnyomórészt mikorrhizális). A mikorrhizáltság annyira általános, hogy a szárazföldi növények vizet felvevő szerve többnyire nem is a gyökér, hanem a mikorrhiza. A sterilizált talajon termesztett növények hozama gyakran gyérebb, mint azoké, amelyekhez mikorrhizális gombák spóráit vagy hifáit adagolták, hogy a gombák segítsék az ásványi anyagok felvételét. A mikorrhiza-gombák hiánya lelassíthatja a növények betelepülését a szukcesszió korai szakaszában, főleg az erodálódott talajokon.
A pillangósvirágúak (Fabaceae) hármas szimbiózisra is képesek: a gomba mellett a nitrogénkötő Rhizobium baktériumokkal is együtt élnek.

## Korai mikorrhizaleletek
A növényi gyökerek és a gombák arbuszkuláris mikorrhizális kapcsolata a növények egyik legelterjedtebb szimbiotikus kapcsolata. A mikorrhiza rendszerek evolúciós múltja igen hosszú: a legkorábbi növényi fosszíliák között is találtak a mikorrhizákra utaló jeleket. A legalább 400 millió évvel ezelőttről, a szárazföld meghódításának idejéből (az kora devon korból) származó maradványok (Rhynia ősharasztok) szerkezete csaknem teljesen megőrződött. Egyes elméletek szerint a növények és gombák mutualisztikus kapcsolata létfontosságú volt a növények szárazföldi megjelenéséhez, hiszen a vizes közegből kilépő, a párolgástól nem védett, vízszállító struktúrák nélküli, algaszerű növények vízellátását, kiszáradásuk megakadályozását csak ezek a gombák biztosíthatták. Ezt az elméletet alátámasztja az is, hogy a legősibb szárazföldi növények, a mohák és a harasztok több csoportjának is a vízhez kötött ivaros nemzedéke, illetve előtelepe él gombákkal szimbiózisban.

## „Wood Wide Web”
Nem sokkal azután, hogy kimutatták a mikorrhizaképzés általános jellegét, izotópos vizsgálatokkal igazolták azt is, hogy az erdőkben a gombafonalak több szomszédos fa gyökereit is összekötik. Ezzel hálózatot hoznak létre a talajban (népszerű nevén www = „wood wide web” ~ erdőháló, a WWW, mint világháló elnevezés analógiájára), és ezen keresztül a növények egymással is cserélhetnek anyagokat. Így például a több napfényhez jutó, többet fotoszintetizáló egyedek tápanyagainak egy része eljut a kevesebb fényt kapó egyedekhez, valamivel kiegyenlítettebbé téve ezzel a fényért vívott harcot. A mikorrhizált gyökerek hálózatával átjárt talajt olyan, egységes anyagfelvevő rendszernek tekinthetjük, ami gondoskodik arról, hogy az életközösség tagjai egyenletesen, optimálisan jussanak tápanyagokhoz. Sokan a gyökerek szövedékével egyetlen hálózatba szervezett erdőt egyenesen „szuperorganizmusként” emlegetik. Mostanra nyilvánvaló, hogy a mikorrhizák az élőhely növényei, állatai és mikrobái közötti kapcsolatok fontos szabályozói, az életközösségek szerkezetének meghatározó tényezői.

## Csoportosításuk
A mikorrhizákat morfológiai alapon három típusra oszthatjuk: ektomikorrhiza, endomikorrhiza és ektendomikorrhiza.
Az ektomikorrhiza-gombák hifái nem hatolnak be a növény gyökerének sejtfalába, csak köpenyt alkotnak a gyökér körül és Hartig-hálót a sejt közötti járatokban. Az ektomikorrhizák a fás szárú növényekre jellemzők, egyes gyümölcsfák és a szőlő azonban endomikorrhizás. Az akác, a cédrus (Cedar spp.), a bükk (Fagus spp.), a magas kőris (Fraxinus excelsior), a boróka (Juniperus spp.), a platán (Platanus spp.), egyes nyárfafajok (Populus spp.), a tölgyfa (Quercus spp.), a fűz (Salix spp.), a kis- és nagylevelű hárs (Tilia cordata, Tilia platyphyllus), a szil (Ulmus spp.) mindkét fajta együttélésre képes, akár egy időben is.
Az endomikorrhiza-gombák hifái behatolnak a kéregsejtek sejt közötti járataiba és magukba a sejtekbe is. A legáltalánosabb, a legtöbb mohára, harasztra, nyitva- és zárvatermő növényre jellemző kapcsolat az arbuszkuláris mikorrhiza (rövidítve: AM).
Az endomikorrhizák további fajtái:
- számos, a hangafélék (Ericales) rendjébe tartozó növény erikoid mikorrhizát alkot néhány, a Hymenoscyphus nemzetségbe tartozó gombafajjal.
- említik néha az ektendomikorrhizákat,[9] amelyek az ektomikorrhizák karakterisztikus ismérveit mutatják, de behatolnak a sejtekbe. Főképp a répafenyő (Pinus), a  lucfenyő(Picea), a medveszőlő (Arctostaphylus), kisebb mértékben a vörösfenyő (Larix) nemzetségben fordul elő. Sajátos változata a szamócafa (Arbutus) gyökérkapcsolata, amit egyesek külön mikorrhiza-fajtának („arbutoid mikorrhiza”) tekintenek, továbbá a fenyőspárga (Monotropa) gyökérkapcsolata, amit időnként „monotropoid mikorrhiza” néven különböztetnek meg.
- Életciklusa egy részében valamennyi kosborféle (Orchidaceae) mikoheterotróf, azaz bazídiumos gombán élősködik, azzal orchid mikorrhizát hoz létre.

Az Ontario-beli Guelph Egyetemen kutató Klironomos és Hart kimutatta, hogy a mikorrhizás kétszínű pénzecskegomba (Laccaria bicolor) képes arra, hogy magához csalogasson és (valószínűleg egy toxinnal) elpusztítson egyes ugróvillásokat (Collembola). A gomba felhasználja a lebomló állat nitrogénjét, és annak egy részét továbbadja a szimbionta növénynek, ami a tanulmányban egy simafenyő (Pinus strobus) volt. Klironomos úgy találta, hogy a növény nitrogénjének legfeljebb 25%-át ugróvillásokból és egyéb rovarokból szerezte be.
A szárazföldi növények kisebb része (pl.: a káposztafélék és a mákfélék legtöbb faja) nem vesz részt mikorrhiza-szimbiózisban.

### Arbuszkuláris mikorrhiza

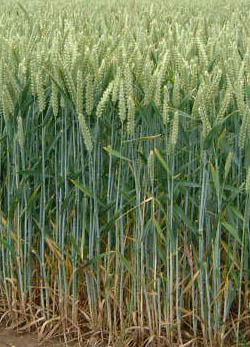
Endomikorrhizális búza

Az arbuszkuláris mikorrhizák (AM – korábbi nevükön vezikulo-arbuszkuláris mikorrhizák; VAM) esetén a hifák behatolnak a növényi sejtfalba (innen az endomikorrhiza – belső mikorrhiza név), és ott a kéregsejtekben duzzadt hólyag vagy ballon formájú (vezikulum) vagy binárisan elágazó betüremkedéseket (arbuszkulumokat) hoznak létre (innen a VAM elnevezés). A gomba hifái valójában nem hatolnak be a protoplazmába, tehát a sejt belsejébe, csak betüremkednek a sejtmembránon át. Az arbuszkulumok szerkezete jelentősen megnöveli az érintkezési felületet a hifa és a sejt citoplazmája között, megkönnyítve a tápanyagok szállítását, a vezikulumok pedig vélhetőleg a gomba anyagcseretermékeinek a tárolására szolgálnak. Két fő morfológiai típusa az Arum-, illetve a Paris-típusú szimbiózis.
Arbuszkuláris mikorrhizákat kizárólag kb. száz fajból álló, önálló gombacsoportot alkot (Glomus, Scutellospora, Gigaspora, Acaulospora, Entrophospora nemzetségek), innen is kapták magyar nevüket: endomikorrhiza-gombák. Ezeket a fajokat újabb keletű DNS-vizsgálatok alapján külön rendszertani törzsbe különítették el, Glomeromycota néven. Az ide tartozó gombák többnyire lágyszárú, bár néha fás szárú növényekkel is társulnak. A növényi partner tekintetében egyáltalán nem specifikusak. Fosszilis és molekuláris genetikai bizonyítékok egyaránt arra utalnak, hogy ez a mutualizmus 400–460 millió évvel ezelőtt jelent meg, amikor az első növények megjelentek a szárazföldön. Ebben az időben az arbuszkuláris mikorrhizák különösen nagy segítséget nyújthattak a növényeknek az ellenséges körülmények, mint a tápanyag- és vízhiány leküzdésében.
Az endomikorrhiza-gombák kizárólagos szimbionták, in vitro nem, csak növényi gyökérrel együtt élve szaporodnak. Sokmagvú, válaszfal nélküli hifáik vannak. Vegetatív úton keletkező spórákkal szaporodnak (termőtestet tehát nem fejlesztenek), melyek a gyökerekből a talajba ágazó hifákon képződnek egyesével vagy csoportosan. Sok millió éve aszexuálisan szaporodnak, ráadásul az egyedek számos, genetikusan eltérő sejtmagot tartalmazhatnak – részben a mutációk, részben pedig a genetikusan eltérő hifák összeolvadása miatt. Az egyedek a micélium különböző részein különböző sejtmagokat tartalmazhatnak – így maga az „egyed” fogalma válik kérdésessé, hiszen az egy genom = egy egyed szabály érvénytelenítődik. A jelenség neve: heterokariózis.
Az endomikorrhiza-gombák a leggyakoribb talajgombák közé tartoznak. Ez a típus a legősibb és legelterjedtebb mikorrhiza-típus, a növénycsaládok mintegy 85%-ában megtalálható, a gabonaféléket is beleértve.

### Ektomikorrhiza
Az ektomikorrhizák (ECM) fás szárú növények és a Basidiomycota, Ascomycota, Zygomycota törzsekbe tartozó gombák között jellemzőek. Az ektomikorrhizális gombák hifái nem hatolnak be a növény gyökerének sejtfalába (ezért az ekto-, tehát külső előtag), csak sűrű gombafonalakból álló köpenyt formálnak a gyökér körül, illetve a kéregsejtek közötti járatokban Hartig-féle hálózatot alkotnak – itt történik az anyagátadás. Egyes gombáknál a köpeny felszínéről kiágazó gombafonalak kötegekbe (rhizomorfa) tömörülnek.
A mikorrhiza által formált köpenyen kívül a gomba biomasszájának zöme a talajban szétágazva, kisebb része az apoplasztban található meg, az endodermiszig bezárólag.
Ez a típus a növénycsaládok kb. 10%-ában fordul elő, leginkább a fás szárú növényekben, ideértve a tölgyeket, a Pinus nemzetséget, az eukaliptuszokat, a dipterokarpusz-féléket (Dipterocarpaceae) és az olajfaféléket.
A mérsékelt égöv alatt az erdőalkotó fák gyökerére jellemző elsősorban. Valamennyi nyitvatermő és a legtöbb zárvatermő fa ektomikorrhizás. A gombapartnerek közé főként bazídiumos nagygombák (galócák, tinórufélék, pókhálósgombák, susulykák, galambgombák, tejelőgombák) tartoznak, valamint néhány tömlősgomba-faj (szarvasgombák). Az ektomikorrhiza-kapcsolatok gyakran specifikusak (pl. a gyűrűstinóruk főleg a Pinus-fajokkal élnek együtt).

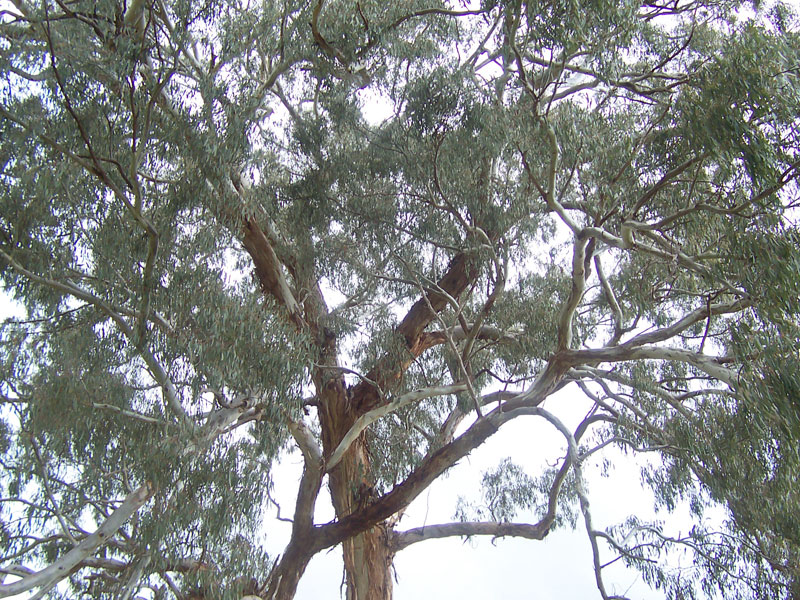
Ektomikorrhizális eukaliptusz

## Nem mikorrhizáló növények
A nem mikorrhizáló (NM-) edényes növények gyökereit különböző okokból nem kolonizálják mikorrhizagombák. A mikorrhizáló növények is eltérő mértékben lépnek mutualista viszonyba a gombákkal, egyesek közülük pedig csak fakultatívan mikorrhizálnak; elkülöníthetők azonban azok a növények (általában növénycsaládok), melyeknek gyökerei nagy ellenállást mutatnak a mikorrhizakolonizációval szemben, és normális körülmények között nem alakul ki náluk gyökérkapcsoltság.
A gyökérkapcsoltság a tápanyag-ellátottság javításával a növény fitneszét növeli. Ezt ellensúlyozandó számos NM-növény rendelkezik alternatív tápanyag-felvételi mechanizmussal, mint pl. húsevés, parazitizmus, különleges morfológiájú és elágazású gyökerek. Az NM-növények gyökere általában erősen elágazó, finom oldalgyökerekkel és hosszú gyökérszőrökkel. Két fő fajtája ismert az ilyen specializált gyökereknek:
- Gyökérnyalábok (root cluster): az NM-növények legnagyobb csoportja gyökérnyalábokkal rendelkezik; ezek hosszú gyökérszőrökkel ellátott oldalgyökerek sűrűn szövött hálóját alkotják. Az ilyen növények közé tartozik a próteafélék (Proteaceae) sok faja, különösen a Nyugat-Ausztrália és Dél-Afrika terméketlen talajain élők. NM-gyökérnyalábok előfordulnak a Myricaceae családban és a Fabaceae egyes nemzetségei között (pl. Lupinus). Mikorrhizált gyökérnyalábok is léteznek a Fabaceae család Viminaria és Aspalanthus nemzetségeiben, valamint a Betulaceae, Casuarinaceae és Eleagnaceae családokban.[16][17][18] A gyökérnyalábok tápanyagfelvételt növelő mechanizmusa többrétű: a hagyományos gyökérnél nagyobb a felületük, a tápanyagok oldódását elősegítő anyagokat választanak ki.[18] Gyakran a talajszinthez közel képződnek, a bomló szerves anyagokkal közvetlenül érintkezve,[19] támogatják a foszfor oldódását segítő baktériumok megtelepedését,[20] szerves savakat bocsátanak ki, amik a foszfor felszívódását segítik.[21][22][23]
- Répaszerű gyökér (dauciform roots): a Cyperaceae egyes fajainál fordulnak elő a megduzzadt, dauciform gyökerek (a név a fiatal oldalgyökerek jellegzetes répa alakjából ered).[24][25][26][27][28] Ilyen gyökereket találtak a Carex, Cladium, Cyathochaeta, Gahnia, Kobresia, Lepidosperma és Schoenus nemzetségek egyes fajainál.[24][29] A dauciform gyökerek funkcionálisan a gyökérnyalábokhoz hasonlítanak, amennyiben szerves savakat kibocsátva segítik elő a talajból történő tápanyagfelvételt.[28]

A nem mikorrhizáló növények közé elsősorban az alábbiak tartoznak.
- Az epifita növények, pl. harasztok gyakran NM-ként viselkednek fákon, egyes fajaik azonban talajban mikorrhizálhatnak.[30]
- A vízinövények (pl. Alismataceae, Butomacaea, Araceae, Haloragaceae, Nymphaeaceae, Podostemonaceae, Pontederiaceae, Potamogetonaceae és Typhaceae) gyakran NM-ek, bár egyes élőhelyeken VAM is előfordul.
  - A leginkább specializálódott vízinövények, amik a víz felszínén lebegnek és nincsenek vagy alig vannak gyökereik, nem valószínű, hogy mikorrhizálódhatnának. Ide tartozik pl. Ceratophyllum, Azolla, Eichhornia, Lemna és Marsilea.[31][32][33][34][35]
- A hídőrvirágúak (Alismatales) közé tartozó Cymodoceaceae, Hydrocharitaceae, Posidoniaceae és Zosteraceae családok (angol terminológiában: seagrasses) NM-ek.[36]
- A mangrovék (Rhizophoraceae, valamint Avicenniaceae, Posidoniaceae) egy kutatásban VAM-nak,[31] háromban NM-nek bizonyultak.[37][38][39]
- A szélsőséges élőhelyeken megtalálható növénycsaládok egyedei bizonyos helyeken NM-ek lehetnek, máshol pedig mikorrhizáltak, valószínűleg az eltérő talajfeltételek miatt. Ezek a szélsőséges körülmények lehetnek pl. bolygatott talaj (homokdűnék), igen hideg élőhelyek (sarkvidéki vagy magashegységi), sós talajok vagy sivatagos élőhelyek.[40]

Más fontos, NM vagy részben NM taxonok:
Kétszikűek:
- disznóparéjfélék (Amaranthaceae)
- keresztesvirágúak (Brassicaceae)
- kaprifélék (Capparaceae)
- szegfűfélék (Caryophyllaceae)
- libatopfélék (Chenopodiaceae)
- keserűfűfélék (Polygonaceae) legtöbb nemzetsége (éppen a keserűfű VAM)
- próteafélék (Proteaceae)

Egyszikűek:
- palkafélék (Cyperaceae)

## Fordítás
- Ez a szócikk részben vagy egészben a Mycorrhiza című angol Wikipédia-szócikk ezen változatának fordításán alapul.  Az eredeti cikk szerkesztőit annak laptörténete sorolja fel. Ez a jelzés csupán a megfogalmazás eredetét és a szerzői jogokat jelzi, nem szolgál a cikkben szereplő információk forrásmegjelöléseként.